# Ablabera aeneobrunnea
Ablabera aeneobrunnea is een keversoort uit de familie bladsprietkevers (Scarabaeidae). De wetenschappelijke naam van de soort werd voor het eerst geldig gepubliceerd in 1886 door Léon Marc Herminie Fairmaire.